# American Society of Mechanical Engineers
American Society of Mechanical Engineers (Societatea Americană  a Inginerilor Mecanici,  ASME) este o asociație profesională a inginerilor mecanici în Statele Unite. Asociația, care are sediul în New York, a fost fondată în 1880 și cuprinde circa 130.000 de membri (conform evidențelor din anul 2013). În afara SUA, ASME deține birouri în Belgia, China și India (conform evidențelor din anul 2015).
Asociația se concentrează pe:
- Promovarea științei și ingineriei prin organizarea de conferințe și simpozioane,
- Profesionalizare prin organizarea de cursuri și prelegeri,
- Elaborarea de orientări și standarde tehnice,
- Auditarea și certificarea companiilor în conformitate cu reglementările ASME publicate.

ASME este împărțit în 37 de societăți profesionale, de exemplu pentru construcția de aeronave, tehnologia materialelor, nanotehnologie, inginerie de centrale electrice, tehnologie feroviară, tehnologia transferului de căldură, mecanica fluidelor, tehnologia vaselor sub presiune  și tehnologia conductelor.

## Concursuri studențești
ASME organizează o varietate de competiții în fiecare an pentru studenții de inginerie din întreaga lume.
- Provocarea vehiculelor cu propulsie umană (HPVC)
- Concurs de design pentru studenți (SDC)
- Provocare de simulare a designului inovator (IDSC)
- Provocare 3D de fabricație aditivă inovatoare (IAM3D)
- Concursuri de gardă veche
- Prezentare de inovație (IShow)
- Expoziții de design pentru studenți.